# Timiryazev (cràter)
Timiryazev és un cràter d'impacte que es troba just a l'est de l'enorme plana emmurallada del cràter Korolev, a la cara oculta de la Lluna. Es troba a l'oest-nord-oest del cràter Sechenov i al nord-nord-est de Mechnikov.

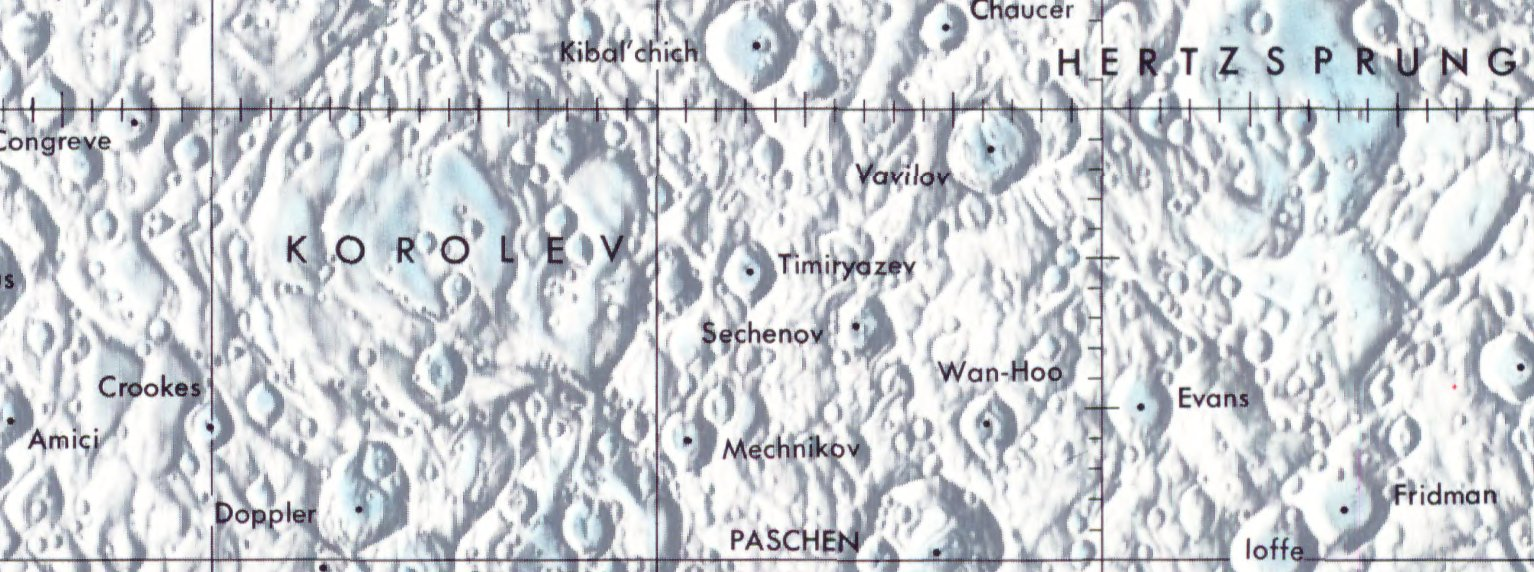
Localització de Timiryazev (centre de la imatge)
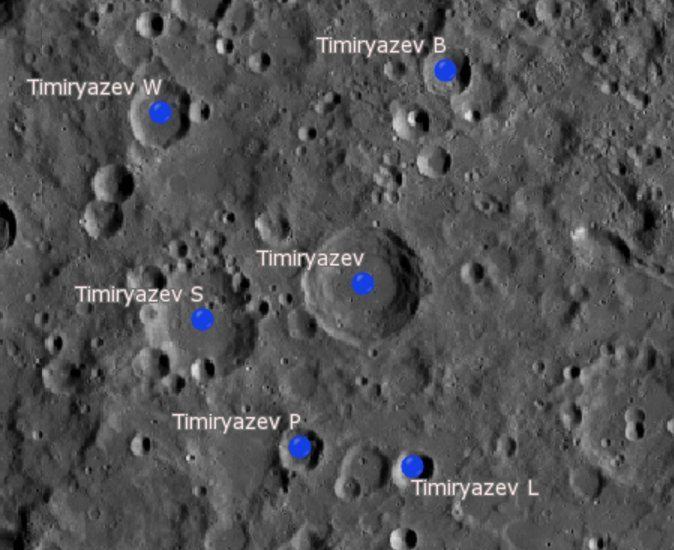
Cràters satèl·lit

És un impacte circular, amb les seves vores exterior i interior lleugerament erosionades, i amb un sòl interior que és aproximadament la meitat del diàmetre del cràter. Cap cràter destacable travessa les vores de Timiryazev o el seu interior, encara que la vora apareix lleugerament danyat a la cara sud. L'interior no té trets significatius, amb tan sols algunes àrees irregulars.

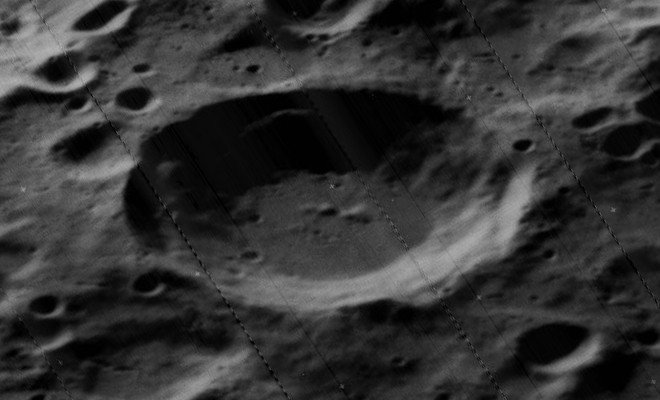
Vista obliqua de Timiryazev, a l'extrem de la lluna, orientada a l'oest. Les línies diagonals fosques són causades del reprocessament

## Cràters satèl·lit
Per convenció aquests elements són identificats en els mapes lunars posant la lletra en el costat del punt central del cràter que està més proper a Timiryazev.
| Timiryazev | Coordenades                          | Diàmetre |
| ---------- | ------------------------------------ | -------- |
| B          | 2° 18′ S, 145° 42′ O / 2.3°S,145.7°O | 23 km    |
| L          | 8° 12′ S, 146° 24′ O / 8.2°S,146.4°O | 18 km    |
| P          | 7° 54′ S, 148° 00′ O / 7.9°S,148.0°O | 21 km    |
| S          | 6° 00′ S, 149° 24′ O / 6.0°S,149.4°O | 53 km    |
| W          | 3° 00′ S, 150° 00′ O / 3.0°S,150.0°O | 32 km    |